# Inocarpus fagifer
Inocarpus fagifer — вид квіткових рослин родини бобові.

## Назва
Рослина відома під назвами: гаїтянський каштан, полінезійський каштан, мапе.

## Будова
Високе дерево до 15 м висоти з міцним рифленим стовбуром, що нагадує велику зв'язку ліан. Припускають, що така будова стовбура є зародком дошкоподібних коренів.
Прості довгасті листки досягають 30 см довжини. Квітки прості з 5-ма біло-кремовими пелюстками, зібрані у китиці. Плід яйцеподібний до 10 см з твердим покриттям, що не розкривається, містить всередині велику їстівну серцевину.

## Життєвий цикл
Квітне у віці 3-5 років зазвичай у листопаді-грудні. Плодоносить у січні-лютому. Плоди розкривають та споживають какаду та крилани.

## Поширення та середовище існування
Росте у вологих місцях у тропіках. Поширився з Малайзії на північ Австралії, острови Меланезії, Мікронезії, Полінезії. Поширений у вторинних лісах, мангрових лісах.

## Практичне використання
Настоянка з кори використовується проти опіків та діареї.
Плоди дерева токсичні у сирому вигляді, проте їстівні у приготовленому. Слугують важливим джерелом їжі на островах. 25-ти річне дерево може давати до 75 кг плодів в рік. Гаїтянський каштан — єдиний вид у своєму роді Inocarpus, що використовується людьми.

## Галерея

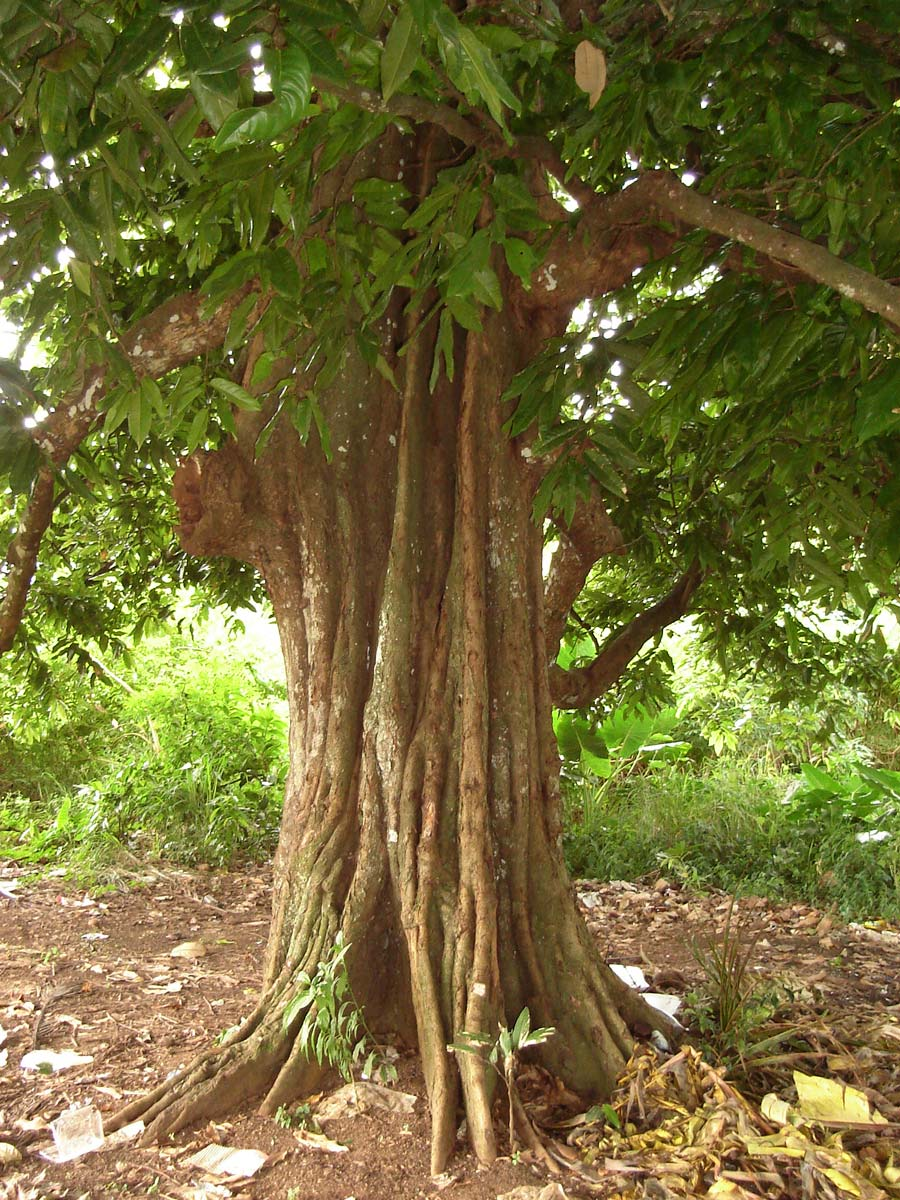
Рифлений стовбур дерева
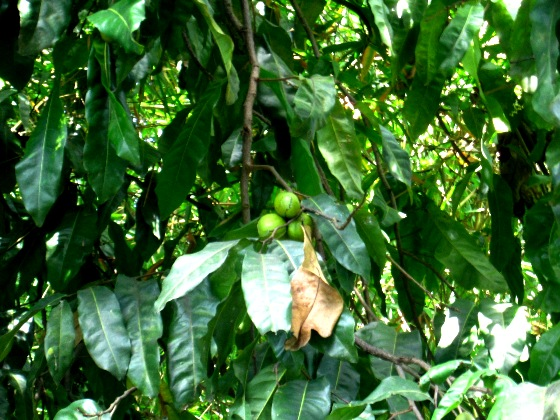
Листя та плоди
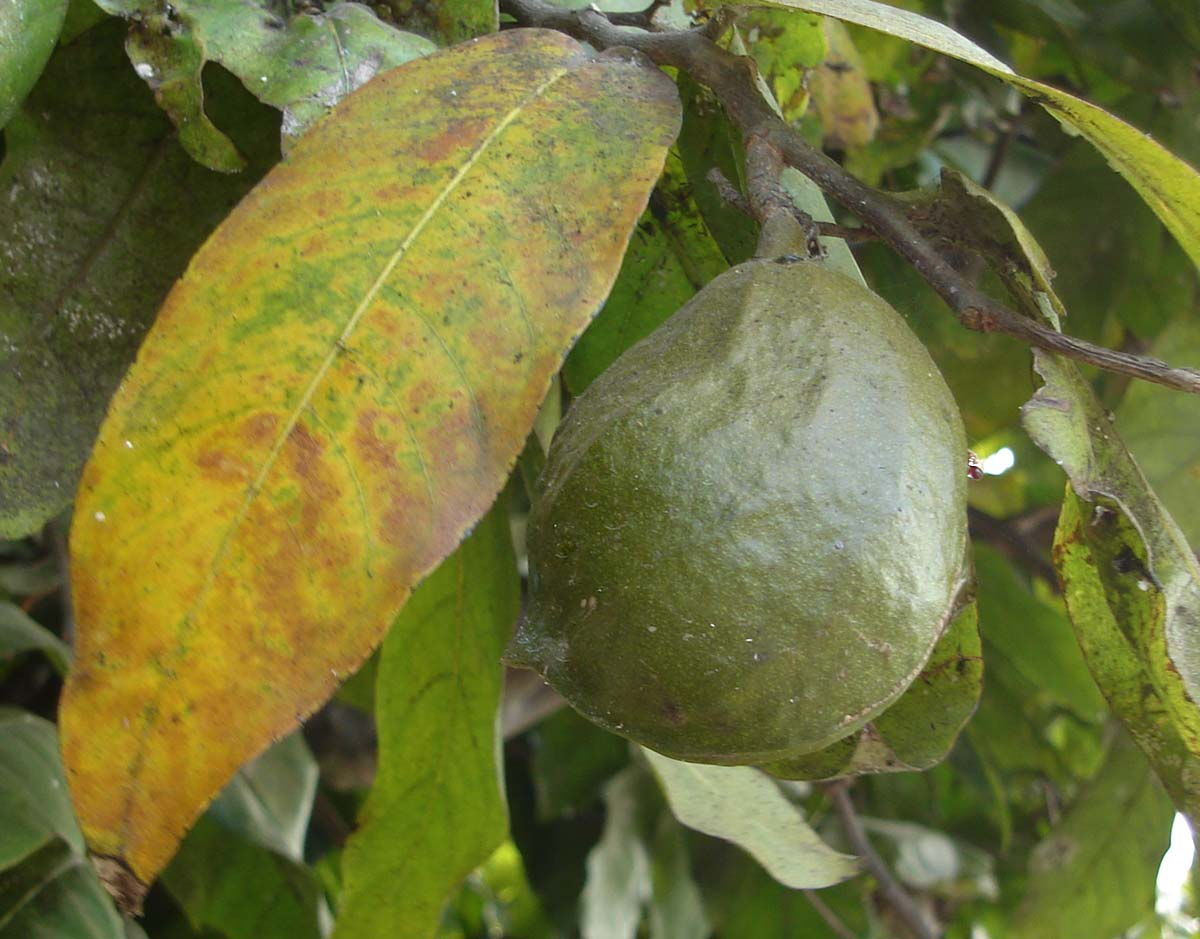
Плід
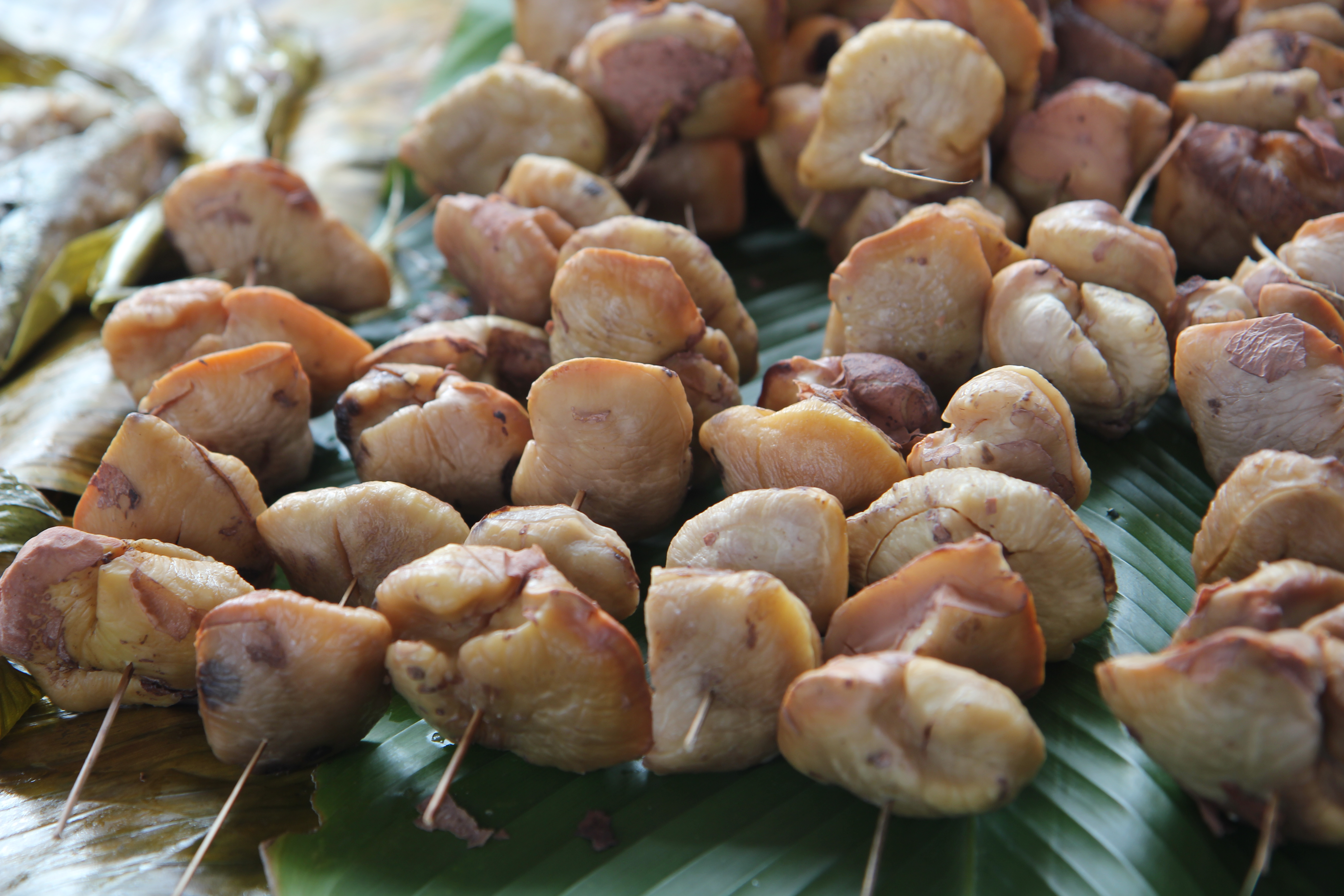
Страва з мапе